# Monterrey Steel
El Monterrey Steel fue un equipo profesional de fútbol americano arena miembro de la National Arena League (NAL) que disputó su única temporada en 2017.  Con base en la ciudad de Monterrey, el escenario como local del acero regio fue la Arena Monterrey.
El Steel fue el primer equipo fundado fuera de los Estados Unidos en ser parte de una liga de fútbol americano arena de dicho país desde los Toronto Phantoms de la Arena Football League (2001–2002).

## Historia
El 30 de noviembre de 2016 se anunció que el Monterrey Steel se uniría a la NAL para su temporada inaugural del 2017. En este evento el equipo nombró como su primer Head Coach al veterano en fútbol arena J.A. Anderson, revelando además su logo y colores. El nombre del "Steel" rinde tributo a la historia de la ciudad de Monterrey, caracterizada por ser la capital industrial de México, ligada a la fundición y manufactura de acero desde 1903.
Su actual propietario y presidente es Fernando Von Rossum.

## Cuerpo Técnico

### Cuerpo Técnico
| Nombre         | Contrato | Temporada Regular | Temporada Regular | Temporada Regular | Temporada Regular | Playoffs | Playoffs | Títulos |
| Nombre         | Contrato | V                 | D                 | E                 | Victorias %       | V        | D        | Títulos |
| -------------- | -------- | ----------------- | ----------------- | ----------------- | ----------------- | -------- | -------- | ------- |
| J. A. Anderson | 2017 -   | —                 | —                 | —                 |                   | —        | —        |         |

## Estadísticas y récords

### Resultados por temporad a
Nota: Las columnas de finalizados, ganados, perdidos y empatados enlistan resultados de temporada regular, se excluye playoffs.
| Campeón de Liga | Campeón de Conferencia | Campeón Divisional | Wild Card | Líder de la Liga |

| 2017    | Monterrey Steel | NAL     |         |         |         |   |   |   |                                                        |                                                        |                                                        |
| Totales | Totales         | Totales | Totales | Totales | Totales | 0 | 0 | 0 | Récord en Temporada Regular All-time (2017)            | Récord en Temporada Regular All-time (2017)            | Récord en Temporada Regular All-time (2017)            |
| Totales | Totales         | Totales | Totales | Totales | Totales | 0 | 0 | — | Récord en Playoffs All-time (2017)                     | Récord en Playoffs All-time (2017)                     | Récord en Playoffs All-time (2017)                     |
| Totales | Totales         | Totales | Totales | Totales | Totales | 0 | 0 | 0 | Récord de Temporada Regular y Playoffs All-time (2017) | Récord de Temporada Regular y Playoffs All-time (2017) | Récord de Temporada Regular y Playoffs All-time (2017) |